# Vasile Ardeleanu
Vasile Ardeleanu (Bacau, Rumania; 5 de febrero de 1974 – Carligi, Rumania; 16 de enero de 2025) fue un futbolista rumano que jugó en la posición de defensa central.

## Equipos
| Periodo   | Club                     | Apariciones | Goles |
| --------- | ------------------------ | ----------- | ----- |
| 1993-2004 | FCM Bacău                | 105         | 8     |
| 1994-1995 | → Acord Focșani (cedido) | 13          | 1     |
| 2000–2002 | → FC Onești (cedido)     | 19          | 0     |
| 2004–2005 | FC Vaslui                | 0           | 0     |

## Vida personal
Ardeleanu ganó popularidad por ser el futbolista que se quebró la pierna por una falta cometida por el histórico Marius Lăcătuș. Ardeleanu vivió en el poblado de Cârligi, en la comuna de Filipești, donde luego de retirarse como futbolista trabajó en el poblado y de vez en cuando jugaba con el equipo local aficionado AS Filipești.

## Logros
- Copa de la Liga de Rumania (1): 1998